# ニューユーマート

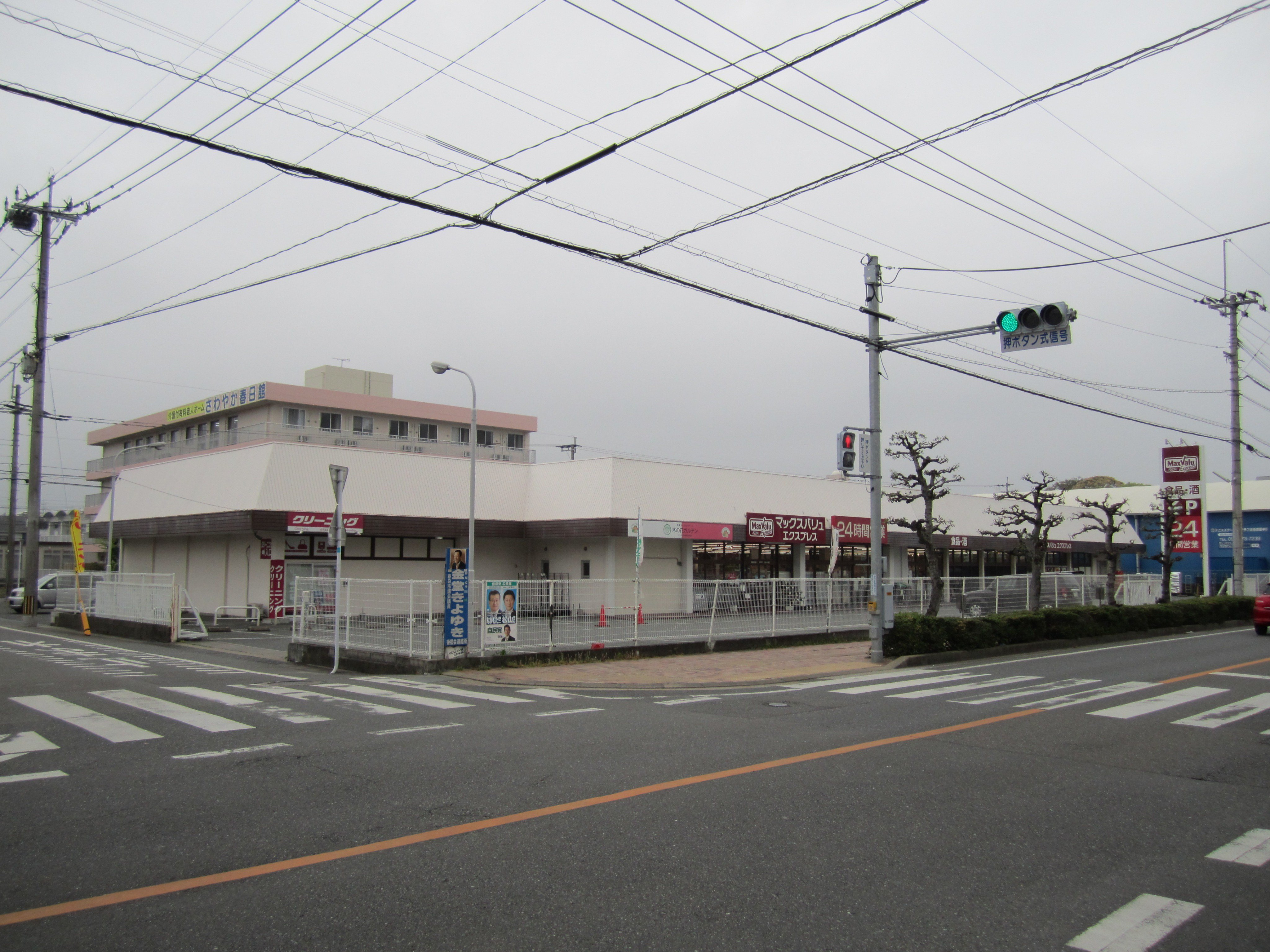
旧ユニードマート上白水店（現マックスバリュエクスプレス上白水店）
（福岡県春日市）

株式会社ニューユーマートは、かつて九州地区で「ユニード」「ユニードマート」名で小型スーパーマーケットをチェーンストア展開していた、株式会社ユニードダイエーの系列子会社。株式会社ユニードが売場面積500平米以下の「ミニスーパー」を運営するために、1982年設立した株式会社ユーマートが前身である。ユニードの小型既存店を移管した後、単体でも出店を行い、同じユニード系列のスーパーマーケット他子会社を併合することで店舗網を広げた。親会社のユニードダイエーがダイエーと合併を行った1994年に、同じく小型スーパーを福岡地区で運営していたダイエーグループの丸衆商事株式会社と合併して九州スーパーマーケットダイエー株式会社となった。

## 概要
かつて「ユニード」の店舗名にて福岡を中心にスーパーマーケットを展開していたユニードが小型店を運営するために子会社として1982年に 福岡県福岡市に「ユーマート」を設立した。背景として、大規模小売店舗法の施行により、第一種大規模小売店である大型店の出店調整が難しくなり、比較的に規制が緩やかであった第二種大規模小売店規模の食品を中心とする「ミニスーパー」の出店が小売業全体で高まる傾向があった。ユーマートは既存店の小型店を移管運営するとともに新店舗を出店し、グループ全体の売上を伸ばすことを目的とした。
ただ、地元の競合他社も同様の小型店舗を展開したことで過当競争になり、当初の目論見通りの利益確保は難しかった。ユニードは関連子会社として、既存店を転換したディスカウント食品スーパー「Fバーンズ」、宮田地区のスーパー「ダイコー」、水巻地区の食品スーパーで日本炭礦の配給所を祖とする「ニッタン商事」を持っていたが、ユーマートを含めいずれも赤字であり、本体の連結収益に影響を及ぼしていた。立て直しのため、まず1986年にFバーンズを撤退させた。次に1987年にユーマートの損失を整理する目的で新会社ニューユーマートを設立。店舗と従業員を新会社に移した後、損失はユーマートに残して清算した。同時にニッタン商事がダイコーを吸収合併し、大型店はユニードに移管したのち、1989年にニッタン商事をニューユーマートに吸収した。さらに体質強化のために1993年に子会社で衣料品を主体に扱う「マルフジ」を対等合併した。　
1994年3月親会社ユニードダイエーがダイエーに吸収合併されたことにより、事業整理のため、同じくダイエーグループで食品スーパーを展開していた丸衆商事と、1994年9月に合併することに決めた。合併理由としては同規模、商圏、業態の会社同士を合併させることで効率化を図り、多店舗展開を図るとした。存続会社は丸衆商事で、合併比率は丸衆商事１に対してニューユーマートが０.83であった。新会社の名称は九州スーパーマーケットダイエー株式会社となり、その時点で店舗名は「スーパーマーケットダイエー」に統一されたため、大型店から遅れること半年で店名としてのユニード、ユニードマートは消滅した。合併時には福岡、佐賀、長崎、鹿児島の４県にユニード、ユニードマートを28店舗、マルフジを14店舗展開していた。

## 沿革
- 1982年（昭和57年）
  - 6月：株式会社ユニードの100％出資にて株式会社ユーマートを福岡市に資本金50千万円で設立（本社も同地）[9]。ユニード小型店を7店舗移管。[10]。
  - 12月：ユニードマート金剛店新規開店[11]
- 1983年（昭和58年）：ユニード小型店を11店舗移管[10]
- 1986年（昭和61年）：ユニードが「Fバーンズ荒江店」を閉店しディスカウントストアFバーンズから撤退。
- 1987年（昭和62年） 
  - 12月：ユニード、株式会社ニューユーマートを設立しユーマートから店舗と従業員を引き継ぐ。累積損失は切り離しユーマートをユニード負担で精算[12]
  - 12月：ユニード系列のスーパーマーケット運営子会社ダイコー（宮田町-当時）とニッタン商事（北九州市）合併。ダイコーが運営していた宮田ショッピングセンターは大型店のためユニードに移管。
- 1989年（平成1年）3月：ニッタン商事とニューユーマート合併[13]。
- 1991年（平成3年）
  - 3月：親会社ユニードがユニードダイエーに社名変更　
  - 9月：ニューユーマートとして最後の新店舗　四王寺坂店開店[13]
- 1993年（平成5年）： ユニードダイエーグループで衣料品主体の小型店マルフジを吸収合併[3]
- 1994年（平成6年）
  - 3月：親会社であるユニードダイエー、忠実屋、ダイナハがダイエーに吸収合併
  - 9月：ダイエー系列の丸衆商事株式会社と合併し九州スーパーマーケットダイエーとなる。合併時の店舗数は42店（マルフジ含む）[1]

## 合併時営業していた店舗
- △は元ニッタン
- ■は元Fバーンズ

| 所在地           | 店名                       | 開業年 | 備考 |
| 福岡県           | 福岡県                     | 福岡県 | 福岡県 |
| ---------------- | -------------------------- | ------ | --- |
| 那珂川市         | ユニード安徳店■            | 1982   | スーパーマーケットダイエー今光店→マルショク那珂川店                                                                |
| 田川郡福智町     | ユニードマート赤池店△      | 1981   | スーパーマーケットダイエー赤池店→スーパー川食食彩館赤池店                                                          |
| 福岡市早良区     | ユニードマート曙店         | 1982   | スーパーマーケットダイエー曙店→ハイマートかどた曙店→業務スーパー曙店                                               |
| 福岡市西区       | ユニードマート今宿店       | 1979   | スーパーマーケットダイエー今宿店→取壊し後マンション                                                                |
| 北九州市八幡西区 | ユニードマート大谷店△      | 1978   | スーパーマーケットダイエー馬場山店→解体後一般企業                                                                  |
| 春日市下白水     | ユニード春日店             | 1978   | スーパーマーケットダイエー大土居店→ダイレックス春日店                                                              |
| 春日市上白水     | ユニードマート上白水店     | 1979   | スーパーマーケットダイエー上白水店→グルメシティ上白水店→マックスバリュ上白水店→マックスバリュエクスプレス上白水店  |
| 鞍手郡鞍手町     | ユニード鞍手店             | 1981   | スーパーマーケットダイエー鞍手店→下関巌流市場（レッドキャベツ）鞍手店→ドン．キホーテ鞍手店                         |
| 古賀市           | ユニード古賀店             | 1977   | スーパーマーケットダイエー古賀店→グルメシティ古賀店→解体後コスモス古賀店                                           |
| 八幡西区         | ユニードマート金剛店       | 1982   | スーパーマーケットダイエー緑ヶ丘店→ヤクルト販社→更地                                                               |
| 糟屋郡篠栗町     | ユニード篠栗店             | 1980   | スーパーマーケットダイエー篠栗店→グルメシティ篠栗店→取り壊し後ファミリーマート                                     |
| 福岡市南区       | ユニード屋形原店           | 1975   | スーパーマーケットダイエー屋形原店→レッドキャベツ屋形原店→閉店後道路拡張のため解体→ドラッグストアモリ 福岡花畑南店 |
| 福岡市西区       | ユニードマート野方店       | 1979   | スーパーマーケットダイエー野方店→ドラッグイレブン野方店                                                            |
| 春日市下白水     | ユニードマート昇町店       | 1979   | スーパーマーケットダイエー昇町店→取り壊し後新生堂薬局                                                              |
| 福岡市東区       | ユニードマート原田店       | 1979   | スーパーマーケットダイエー原田店→ACB箱崎店                                                                         |
| 八幡西区         | ユニードマート自由が丘店△  | 1977   | スーパーマーケットダイエー浅川店→取り壊し後マンション                                                              |
| 宇美町           | ユニードマート四王寺坂店   | 1991   | スーパーマーケットダイエー四王寺坂店→取壊し後ドラッグコスモス 四王寺坂店                                           |
| 博多区           | ユニードマート百年橋通り店 | 1991   | スーパーマーケットダイエー百年橋通り店→飲食店                                                                      |
| 福岡市東区       | ユニードマート松崎店       | 1989   | スーパーマーケットダイエー松崎店→ベーカリー                                                                        |
| 福岡市博多区     | ユニードマート三筑店       | 1982   | スーパーマーケットダイエー三筑店→サンドラッグ→業務スーパー                                                         |
| 遠賀郡水巻町後谷 | ユニードマート水巻店△      | 1979   | スーパーマーケットダイエー鯉口店→斎場                                                                              |
| 筑紫野市二日市   | ユニードマート湯町店       | 1979   | スーパーマーケットダイエー湯町店→アパンダ二日市店→ジョイント二日市店→取り壊し後ドラッグストアモリ二日市南店        |
| 遠賀郡水巻町吉田 | ユニードマート吉田店△      | 1983   | スーパーマーケットダイエー吉田店→取壊し後飲食店                                                                    |
| 宮若市           | ユニードマート若宮店       | 1977   | スーパーマーケットダイエー若宮店→サンキュウ若宮店                                                                  |
| 飯塚市           | マルフジ相田店             |        | スーパーマーケットダイエーマルフジ相田店（マルシンショッピングセンター内）→特別養護老人ホームくぬぎ苑              |
| 福岡市城南区     | マルフジ油山店             |        | スーパーマーケットダイエーマルフジ油山店（マルキョウ東油山店内）→撤退                                              |
| 福岡市南区       | マルフジ井尻店             |        | スーパーマーケットダイエーマルフジ井尻店（マルキョウ井尻店内）→撤退                                                |
| 飯塚市           | マルフジ飯塚店             |        | スーパーマーケットダイエーマルフジ飯塚店（マルキョウ飯塚店２F）→撤退                                               |
| 北九州市小倉北区 | マルフジ宇佐町店           |        | スーパーマーケットダイエーマルフジ宇佐町店                                                                         |
| 北九州市八幡東区 | マルフジ枝光店             |        | スーパーマーケットダイエーマルフジ枝光店（スーパー大栄内）→ジョイフル北九州枝光店                                  |
| 北九州市八幡西区 | マルフジ折尾SC店           |        | スーパーマーケットダイエーマルフジ折尾SC店(マルキョウ折尾SC内）→セブンイレブン八幡光明２丁目店                     |
| 北九州市小倉北区 | マルフジ黒原店             |        | スーパーマーケットダイエーマルフジ黒原店→サンキュードラッグ 黒原店                                                 |
| 大牟田市         | マルフジ上官店             |        | スーパーマーケットダイエーマルフジ上官店（エム・マート内）→駐車場                                                  |
| 北九州市八幡東区 | マルフジ茶屋町店           |        | スーパーマーケットダイエーマルフジ茶屋町店→撤退                                                                    |
| 大牟田市         | マルフジ築町店             |        | スーパーマーケットダイエーマルフジ築町店（エム・マート内）→駐車場                                                  |
| 北九州市戸畑区   | マルフジ戸畑店             |        | スーパーマーケットダイエーマルフジ戸畑店（天神町公団住宅 スーパー新栄内）→撤退→マンション                          |
| 北九州市小倉南区 | マルフジ湯川店             |        | スーパーマーケットダイエーマルフジ湯川店→解体後マンション                                                          |
| 佐賀県           |                            |        | |
| 三養基郡基山町   | ユニード基山店             | 1982   | スーパーマーケットダイエー基山店→西鉄ストア基山店→チマキング基山店→トライアル基山店→取り壊し後医院                 |
| 鳥栖市           | マルフジ鳥栖店             | 1989   | スーパーマーケットダイエーマルフジ鳥栖店                                                                           |
| 神崎郡吉野ヶ里町 | ユニードマルフジ三田川店   | 1978   | スーパーマーケットダイエーマルフジ三田川店→撤退                                                                    |
| 長崎県           |                            |        | |
| 長崎市           | ユニードマート矢上団地店   | 1990   | スーパーマーケットダイエー矢上団地店→グルメシティ矢上団地店→マックスバリュ矢上団地店→2023年撤退                    |
| 鹿児島県         |                            |        | |
| 鹿児島市         | ユニードマート光が丘店     | 1989   | スーパーマーケットダイエー光が丘店→グルメシティ花野団地店→マックスバリュ花野団地店                                 |